# NGC 3184
NGC 3184 este o galaxie spirală situată în constelația Ursa Mare. A fost descoperită în 18 martie 1787 de către William Herschel. Se află la o distanță de 11,3 megaparseci de Pământ.